# (3070) Aitken
(3070) Aitken ist ein Asteroid des Hauptgürtels, der am 4. April 1949 im Rahmen des Indiana Asteroid Program am Goethe-Link-Observatorium (IAU-Code 760) in Brooklyn im US-Bundesstaat Indiana entdeckt wurde.
Der Asteroid wurde nach dem US-amerikanischen Astronomen Robert Grant Aitken (1864–1951) benannt.